# Wolfgang Peters (Journalist)
Wolfgang Peters (* 19. Januar 1946 in Hesselsdorf, Tschechoslowakei) ist ein deutscher Journalist. 

## Leben
Peters ist im ehemaligen Sudetenland geboren. Er legte in Augsburg sein Abitur ab und war anschließend zwei Jahre bei den Gebirgsjägern der Bundeswehr. Danach studierte er an der Universität München Zeitungswissenschaften, Neuere Geschichte und Theaterwissenschaften.
Seit Oktober 1977 war er Redakteur bei der Frankfurter Allgemeinen Zeitung (FAZ), wo er im Februar 1982 zum Motorteil und zur Wirtschaftsredaktion wechselte. Er war seit Januar 2000 für die Beilage der FAZ „Technik und Motor“ (immer dienstags) und seit September 2001 für „Motor/Technik“ in der Frankfurter Allgemeinen Sonntagszeitung verantwortlich. Mit Vollendung des 65. Lebensjahres beendete er diese Tätigkeiten im Januar 2011.
Peters ist verheiratet und hat zwei Kinder.